# أوقستو فارغاس كورتيس
أوقستو فارغاس كورتيس (بالإسبانية: Augusto Vargas Cortés)‏ هو لاعب كرة قدم كولومبي، ولد في 26 مارس 1962 في مدينة كالي في كولومبيا. شارك مع منتخب كولومبيا لكرة القدم. أما مع النوادي، فقد لعب مع أتليتيكو هويلا وإنديبندينتي ميديلين وديبورتيس كوينديو وديبورتيفو كالي.

## وصلات خارجية
- أوقستو فارغاس كورتيس على موقع قاعدة بيانات كرة القدم.إي يو (الإنجليزية)
- أوقستو فارغاس كورتيس على موقع ناشيونال فوتبول تيمز (الإنجليزية)